# Endstation Freiheit
Endstation Freiheit ist ein deutsches Spielfilmdrama aus dem Jahre 1980 von Reinhard Hauff mit Burkhard Driest, der auch das (autobiografisch angehauchte) Drehbuch schrieb, und Rolf Zacher als zwei ehemalige Häftlinge mit unterschiedlichen Lebenswegen.

## Handlung
Nik Dellmann erlangt nach acht Jahren Haft wieder die Freiheit. In München steigt er aus dem Zug und wird von seiner früheren Freundin Eva in Empfang genommen. Ebenfalls anwesend ist ihr nunmehriger Ehemann sowie Janni, beider Sohn. Nik fühlt sich merkwürdig abgestoßen von diesem traute Heimeligkeit und daraus resultierende Spießigkeit ausstrahlenden Familienglück und nimmt deren Angebot nicht an, dass man sich zunächst um ihn kümmern möchte. Nik will seinen eigenen Weg gehen und mit seiner Vergangenheit abschließen. Unter dem Namen seines ehemaligen Zellenkumpan Henry Kirscher meldet er sich bei dessen Brieffreundin Leila, einer gutbürgerlichen Angestellten, die gemeinsam mit einem Herrn Beekenbrandt unter einem Wohnungsdach lebt. Da Leila Henry nie gesehen hat, kann Nik problemlos bei Leila einziehen, immer argwöhnisch beäugt von dem Mitmieter.
Schon während seines Gefängnisaufenthaltes hatte Nik zu schreiben begonnen. Dabei hat er ganz offensichtlich ein beachtliches Talent entwickelt. Er plant, seine Erfahrung als Knacki in einem Roman zu verarbeiten, der den Titel „Der Mann ohne Schatten“ tragen soll. Im Mittelpunkt der Geschichte soll die raffinierte, bis ins Detail geplante Entführung eines Industriellen stehen. Eva, die er hin und wieder besucht, ist eine wichtige Kritikerin seiner Aufzeichnungen und wird bald zu einer zentralen Stütze bei seiner schriftstellerischen Tätigkeit. Während Niks Buchprojekt allmählich Gestalt annimmt, bricht Henry Kirscher aus dem Gefängnis aus. Dabei streifte ihn eine Pistolenkugel, die ein Gefängniswachmann auf ihn abgefeuert hat, am Fußknöchel. Henry sucht sofort Nik auf, der ihn verarztet. Nik will eigentlich mit seiner Verbrechervergangenheit endlich abschließen, ist aber auch zu neuen Schandtaten nicht völlig abgeneigt, zumal Henry ihn mit Nachdruck davon zu überzeugen versucht, einen erneuten Coup zu wagen.
Auf einer Cocktailparty eines Buchverlages macht Eva Nick mit einem einflussreichen Lektor bekannt. Einerseits fühlt sich Nik von den blasierten, selbstgefälligen Kulturleuten, die sich für die Krone der intellektuellen Schöpfung halten, zutiefst abgestoßen, andererseits weiß er auch, dass die dort geknüpften Kontakte wichtig sein werden, wenn er einen Verlag für sein Romanwerk finden will. Nik kommt für einen Moment lang gedanklich wieder ins Straucheln und schlägt Henry, der noch immer über einen „genialen“ Plan für einen Coup brütet, vor, Leilas Chef, den Industriellen Dorsil, zu entführen. Niks Plan ist, dieses Verbrechen für seinen Entführungsroman belletristisch auszuschlachten. Gemeinsam erledigen sie die Vorarbeiten, alles läuft genau nach Plan ab. Als Nik in einer Apotheke ein Schmerzmittel für Henrys Schusswunde am Knöchel holen will, gibt er vor, einen Arzt anzurufen, spricht aber in Wirklichkeit mit Eva. Die teilt ihm freudig mit, dass der Verlag sich dazu entschlossen habe, seinen Roman zu veröffentlichen.
Nun platzt Niks Idee eines erneuten Verbrechens, die Entführung Dorsils, in einer Sekunde wie eine Seifenblase. Nik macht Henry klar, dass er an dem Kidnapping nicht mehr teilnehmen werde. Henry entgegen ist wild entschlossen, diesen Plan durchzuführen, da er, anders als Nik, keine neue Perspektive für sein verkorkstes Leben sieht. Als sich Nik nicht mehr überzeugen lässt, lässt Henry ihn wütend und enttäuscht zurück. Bald läuft der Buchwerberummel an, der bislang völlig unbekannte Autor Nik Dellmann soll in einer großen Werbekampagne den Lesern präsentiert werden. Niks Abneigung gegenüber diesem Rummel hat sich nicht geändert, doch er macht notgedrungen mit. Derweil zieht Henry Niks Plan durch und  entführt Herrn Dorsil, den er in einem stillgelegten Nebenschacht der Münchner U-Bahn festhält und versteckt. Henry fordert ein Lösegeld, und so bekommt auch er bald seine Schlagzeilen.
Nik nimmt derweil an einer Literatur-Talkshow im Fernsehen teil. Dorsil bemerkt, dass der ihn bewachende Henry angeschlagen ist und vorübergehend sogar die Besinnung verloren hat. Denn Henrys Schusswunde will einfach nicht heilen und hat sich zu allem Überfluss auch noch entzündet. Dem reichen Industriellen gelingt in diesem Moment die Flucht, und er alarmiert die Polizei. Ein Großaufgebot der Staatsmacht sperrt den Bahnhof „Münchner Freiheit“ ab. Henry, mittlerweile wieder bei Bewusstsein, taumelt aus seinem Versteck und wird erschossen. Ein Fernsehteam hat das Ende des Geiseldramas für die Nachrichten aufgenommen. Nach dem Ende der Talkshow sieht Nik im Fernsehstudio seinen ehemaligen Knastkumpel und Freund auf dem Bildschirm sterben.

## Produktionsnotizen
Endstation Freiheit entstand an 38 Drehtagen vom 28. April bis zum 20. Juni 1980 in München und Hamburg und wurde am 29. Oktober 1980 während der Hofer Filmtage uraufgeführt. Der Massenstart erfolgte zwei Tage darauf.
Die Filmbauten stammen aus den Händen Toni und Heidi Lüdi.
Hauptdarsteller Rolf Zacher erhielt für seine darstellerische Leistung 1981 das Filmband in Gold.

## Wissenswertes
Hauptdarsteller und Drehbuchautor Driest äußerte sich zu dem Filmprojekt wie folgt: „Endstation Freiheit ist von meinem Leben nicht zu trennen, und vielleicht komme ich dahinter, was mit dem Film beabsichtigt war, wenn ich herausfinde, warum ich schreibe. Diese Frage beantwortet die Hauptfigur Nik Dellmann oberflächlich damit, dass es eine legale Möglichkeit des Geldverdienens sei. Das ist eine provokante Antwort, die ihn, den verletzten Outcast, davor schützen soll, von zu hoch gesteckten Ansprüchen verschlungen zu werden. Acht Jahre lang war sein Standpunkt außerhalb der Gesellschaft. Und wie allem, was ihr innerlich ist, also konventionell, nähert er sich auch dem öffentlichen Schreiben, nämlich seiner öffentlichen Ideologie, verschlossen und argwöhnisch. Er hat vorher schon geschrieben, im Knast, ein Vorgang, der ihm Selbstverteidigung schien und dessen Resultat ihm die Beamten bei der Entlassung stahlen. […] Ein Witz meiner Zusammenarbeit mit Reinhard Hauff bestand darin, dass ich, nachdem ich die erste Fassung für Endstation Freiheit geschrieben hatte, dem Allgemeinen, insbesondere der gesellschaftlichen Reflexion, die Fahne hielt, während er mich unnachgiebig auf das Besondere drängte. Er mäkelte solange an einer Szene herum, bis ich keine dem Drehbuch passende Variante mehr wusste und, in die Enge getrieben, wütend rief: Jetzt will ich dir sagen, wie es wirklich war. Er hörte zu und sagte dann: Das ist gut.“

## Kritiken
„‚Endstation Freiheit‘ von Reinhard Hauff ist die Geschichte von Nik Dellmann, Schriftsteller und Verbrecher, und seinem unaufhaltsamen Aufstieg in den Kulturbetrieb. […] Burkhard Driest schrieb das Drehbuch und spielt die Hauptrolle, und die autobiographische Komponente dürfte wohl noch stärker sein als in der ersten Driest/Hauff-Zusammenarbeit ‚Die Verrohung des Franz Blum‘ (1973). Vielleicht ist Hauff (‚Messer im Kopf‘) von dem Image seines Hauptdarstellers so fasziniert gewesen, daß er jegliche Distanz verloren hat. Sein Versuch, in kühl-funktionellen Bildern die Beschädigungen und Zerstörungen der Gesellschaft zu zeigen, gerade im Spannungsverhältnis von Unterwelt und Oberwelt, Kriminalität und Freiheit, Kunst und Verbrechen, erschöpft sich in einer Nummern-Revue, bei der Driest in den selbstgefälligen Posen ‚erlebter Erfahrung‘ sich wechselweise als Edel-Knacki, Brutalo-Vögler und Bürgerschreck geriert. Es ist ein peinliches Panoptikum der Eitelkeiten mit einer erlesenen Laienspielschar (Veit Relin, Hark Böhm, Hans Noever), das nur Klischeevorstellungen bestätigt und durch die bedeutsam eingestreuten pseudo-tiefsinnigen Kernsätze Driest’scher Provenienz noch ärgerlicher wirkt.“

„Driest schrieb das Drehbuch zu ‚Endstation Freiheit‘ … und spielt die Hauptrolle, den entlassenen Zuchthäusler Nik Dellmann, welcher sich als Schriftsteller versucht, um auf diese Weise seine Erfahrungen zu verarbeiten. Vielleicht standen ihm diese Figur und der Stoff zu nahe, jedenfalls gewinnt der Film kein Verhältnis zu ihr. Dellmann bewegt sich mit antibürgerlichem Habitus im Kulturbetrieb und ist doch nur zu deutlich ein Teil der erbärmlichen literarischen Szene, die der Film entwirft. […] Zwar sieht ‚Endstation Freiheit‘ nicht unbedingt nach einem Produkt unserer Gremienkultur aus, aber letzten Endes bleibt er ein braver Verstehfilm, dessen Bilder kein eigenes Leben entfalten, sich nicht der Realität entgegenstellen. Es gibt ein paar aufregend ausgedachte, Milieukenntnis verratende Szenen, doch wie onkelhaft-betulich und zugleich wichtigtuerisch sind sie gefilmt, auf kurzatmige Effekte mit aufgesteckten kritischen Lichtern heruntergebracht. […] ‚Endstation Freiheit‘ stellt letztlich nur konventionelle Klischees vom bürgerlichen Leben und Brutalo-Klischees aus der Unterwelt ganz platt einander gegenüber. Selbst mittlere französische Gangsterfilme … sind ihm in der Zeichnung und Vermittlung der beiden Milieus sowie der dramaturgischen Durchführung überlegen. Neudeutsche Filme haben allerdings eine wirkliche Meisterschaft darin entwickelt, ihre Unbeholfenheit und Ungenauigkeit gerade als künstlerische Leistung oder realistische Sichtweise auszugeben, und dabei macht Hauffs Film keine Ausnahme.“

„Das autobiografisch inspirierte Drehbuch von Hauptdarsteller Burkhard Driest, das die widerspruchsvolle Situation eines unter die Intellektuellen gefallenen Proletariers scharfsinnig analysiert, erfährt unter Hauffs biederer Regie eine nur dürftige Umsetzung.“

„Gut fotografierter Ausstieg aus der Unterwelt.“